# Nicolás Romero (município)
Nicolás Romero é um município do México. Localizado ao norte do Estado de México, está rodeado ao norte pelos municípios de Villa del Carbón e Tepotzotlán e ao sul por Atizapán e Isidro Fabela, ao oeste por Temoaya e Jiquipilco e ao leste por Cuautitlán Izcalli.

## Povos Importantes
Na época da colônia em o município foram fundados 10 povos que até a data ainda estão no município. Eles são: 
1. Cahuacán
2. Barrón
3. La Colmena
4. San Francisco Magú (Exenta de impuestos predial)
5. San Ildefonso
6. San José El Vidrio
7. San Miguel Hila
8. San Pedro Azcapotzaltongo (Ciudad Nicolás Romero).
9. Progreso Industrial
10. Transfiguración

No município também existem 77 colônias, entre elas: 
- Vicente Guerrero.
- Vista Hermosa.
- 5 de febrero.
- Manantiales.
- Hidalgo.
- Independencia.
- Juárez Centro.
- Buenavista.
- Jiménez Cantú.
- Libertad.
- Loma de la Cruz.
- Lomas del lago.
- Morelos.
- Granjas Guadalupe.
- Bosques de la Colmena.
- Ignacio Zaragoza.
- San Isidro La Paz.
- Sta. Anita la Bolsa.
- Santa Anita Centro.
- Capetillo.
- Loma del Río.
- El Tráfico.
- San Juan Tlihuaca.
- El Gavllero.